# Guillermo Zúñiga (fotógrafo)

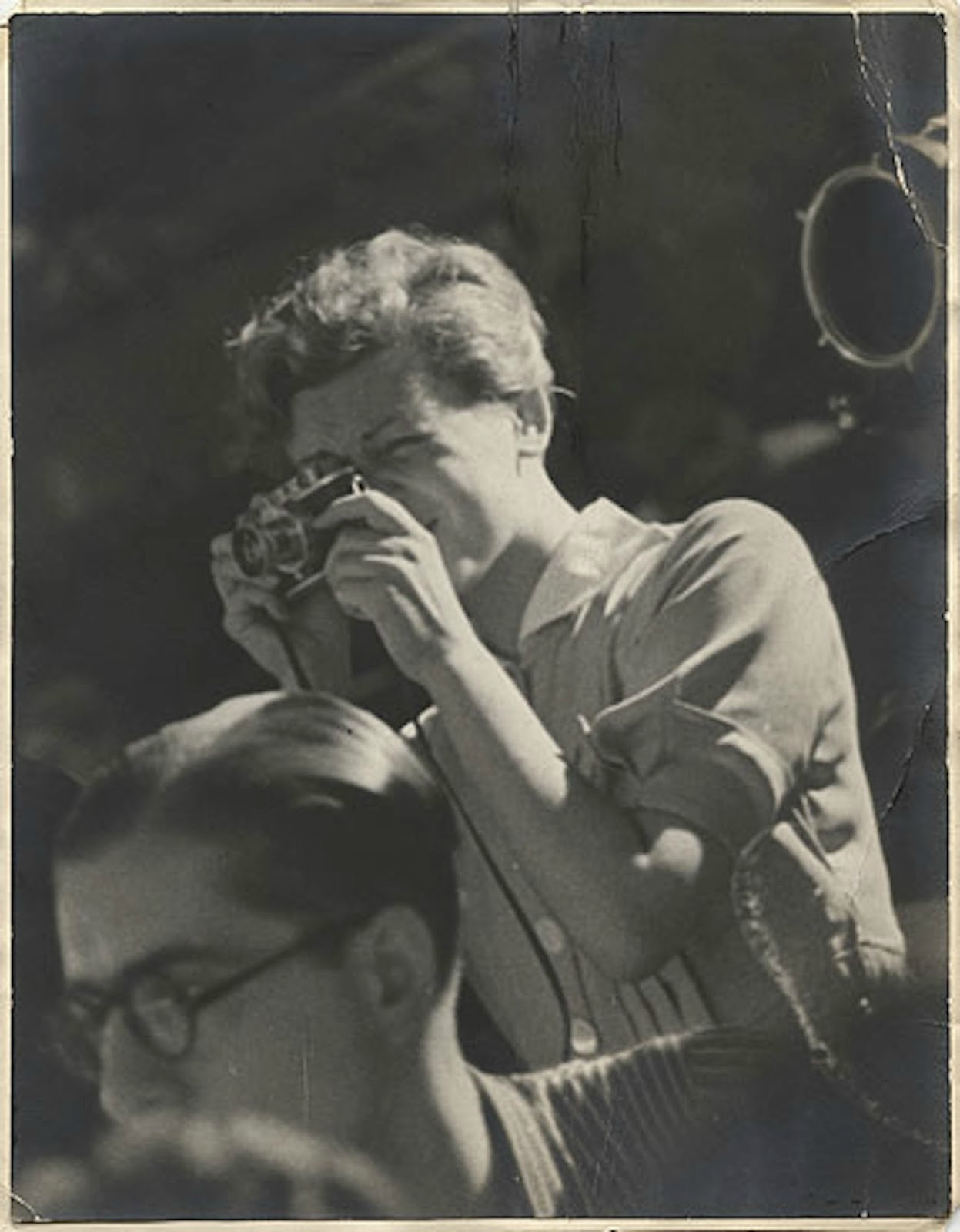
Recorte de una imagen realizada por Walter Reuter durante el Congreso de Escritores Antifascistas, en la que aparece la fotógrafa Gerda Taro. El negativo de la misma ha sido encontrado en la obra de Guillermo Zúñiga aparecida en el año 2010.

Guillermo Züñiga (Cuenca, 27 de abril de 1909 - Montalbo, provincia de Cuenca, 5 de enero de 2005) fue un fotógrafo y cineasta español cuya importante obra documental de la guerra civil española fue descubierta el año 2010, tras la donación de su familia. Uno de sus negativos en este fondo corresponde a una conocida imagen de Gerda Taro poco antes de fallecer, realizada por el fotógrafo alemán Walter Reuter en el Congreso de Escritores Antifascistas.El Fondo Guillermo Zúñiga encontrado en 2010 contiene imágenes de dos autores Guillermo Fernádez López Zúñiga y el ya citado Reuter.

## Biografía
Guillermo Zúñiga estudió el Bachillerato en el Instituto San Isidro de Madrid, entre 1919 y 1925. Posteriormente hizo Ciencias Naturales en la Universidad Central, licenciándose en 1932. Cuando estalló la guerra civil española trabajaba como profesor en el actual Instituto Ramiro de Maeztu de la capital española (entonces conocido como Instituto Escuela), además de dentro del campo de la producción cinematográfica. Simpatizante comunista, se involucró en la ayuda a la República con sus conocimientos audiovisuales.
Tras la guerra civil española se exilió a Francia, donde estuvo recluido en  los campos de refugiados en los que aislaron a los exiliados republicanos españoles. Posteriormente, ya liberado, se unió a la Resistencia francesa con domicilio en París. En 1947 comienza su segundo exilio en Argentina, donde se desempeñó en el cine.
Finalmente se le ofreció trabajo dentro del mundo del cine en Argentina, a donde emigró en la década de 1950.
De vuelta en España, el año 1966 fundó la Asociación Española para el Cine e Imagen Científicos y en la UNINCI colaboró con Juan Antonio Bardem, de quien se hizo amigo personal.

## Libros
- 2011. Guillermo Zúñiga. La vocación por el cine y la ciencia, editado por la UNED y escrito por María Luisa Ortega Álvarez y Clemente Tribaldos Barajas.[5]

## Fondos en Colecciones (selección)
- Filmoteca Española
- Filmoteca de Extremadura
- ASECIC
- Archivo General del Estado Español
- Archivo del PCE
- Platfo Filmoteca Española

## Premios
Medallas del Círculo de Escritores Cinematográficos
| Año  | Categoría          | Películas       | Resultado |
| ---- | ------------------ | --------------- | --------- |
| 1964 | Mejor cortometraje | Aventura de Api | Ganador   |